# Chlorotettix similis
Chlorotettix similis är en insektsart som beskrevs av Delong 1918. Chlorotettix similis ingår i släktet Chlorotettix och familjen dvärgstritar. Inga underarter finns listade i Catalogue of Life.